# Anarsia spartiella
Anarsia spartiella là một loài bướm đêm thuộc họ Tortricidae. Nó được tìm thấy ở hầu hết châu Âu.
Sải cánh dài 12–15 mm. Con trưởng thành bay từ tháng 6 đến tháng 8.
Ấu trùng ăn các loài Ulex và Cytisus, cũng như Genista tinctoria. 